# Пиза
Пиза (итал. Pisa) град је у средишњој Италији. Пиза је највећи град и средиште истоименог округа Пиза у оквиру италијанске покрајине Тоскана.
Пиза је светски позната по кривом торњу у Пизи, најпознатијој накривљеној грађевини на свету.

## Географија
Град Пиза налази се у средишњем делу Италије, 80 км западно од Фиренце, седишта покрајине. Град се налази у некад мочварној равници поред реке Арно, свега пар километара пре њеног уливања у Тиренско море, западно од града.
Клима у граду је средоземна.
| Клима (Пиза)               | Клима (Пиза) | Клима (Пиза) | Клима (Пиза) | Клима (Пиза) | Клима (Пиза) | Клима (Пиза) | Клима (Пиза) | Клима (Пиза) | Клима (Пиза) | Клима (Пиза) | Клима (Пиза) | Клима (Пиза) | Клима (Пиза) |
| Показатељ \ Месец          | .Јан.        | .Феб.        | .Мар.        | .Апр.        | .Мај.        | .Јун.        | .Јул.        | .Авг.        | .Сеп.        | .Окт.        | .Нов.        | .Дец.        | .Год.        |
| -------------------------- | ------------ | ------------ | ------------ | ------------ | ------------ | ------------ | ------------ | ------------ | ------------ | ------------ | ------------ | ------------ | ------------ |
| Средњи максимум, °C (°F)   | 11,2 (52,2)  | 12,7 (54,9)  | 14,9 (58,8)  | 18,3 (64,9)  | 22,2 (72)    | 26,1 (79)    | 29,3 (84,7)  | 28,9 (84)    | 25,9 (78,6)  | 21,2 (70,2)  | 15,9 (60,6)  | 12,1 (53,8)  | 29,3 (84,7)  |
| Средњи минимум, °C (°F)    | 2,9 (37,2)   | 3,5 (38,3)   | 5,4 (41,7)   | 8,3 (46,9)   | 11,7 (53,1)  | 15,3 (59,5)  | 17,4 (63,3)  | 17,5 (63,5)  | 14,7 (58,5)  | 10,6 (51,1)  | 6,6 (43,9)   | 3,5 (38,3)   | 2,9 (37,2)   |
| Количина падавина, mm (in) | 74 (29,1)    | 64 (25,2)    | 77 (30,3)    | 61 (24)      | 59 (23,2)    | 34 (13,4)    | 16 (6,3)     | 60 (23,6)    | 83 (32,7)    | 107 (42,1)   | 106 (41,7)   | 82 (32,3)    | 823 (323,9)  |
| [ тражи се извор ]         |              |              |              |              |              |              |              |              |              |              |              |              |              |

## Историја
Подручје Пизе било је насељено још у праисторији. Први познати становници били су Етрурци, који су на месту града основали трговиште. Римљани су подручје покорили око 180. п. н. е. и у следећим вековима овде настаје град са лучким делатностима. У вековима после пада старог Рима Пиза је променила много господара (Остроготи, Византинци, Лангобарди, Папска држава).
Златно доба града настаје у времену од 11. до 14. века када Пиза постаје самостални град-држава и поморска сила на Средоземљу. Међутим, у 15. веку град заузимају Медичијеви и Пиза постаје део Фирентинске државе. Следећих векова град полако губи живост. Ни прикључење новооснованој Италији 1859. године није донео нови развој. Тек неколико претходних деценија град се опоравио и оживео захваљујући развоју туризма.

## Становништво
Према резултатима пописа становништва 2011. у општини је живело 85.858 становника.
| 1931.  | 1936.  | 1951.  | 1961.  | 1971.   | 1981.   | 1991.  | 2001.  | 2011.  |
| ------ | ------ | ------ | ------ | ------- | ------- | ------ | ------ | ------ |
| 70.550 | 72.468 | 77.722 | 90.928 | 103.415 | 104.509 | 98.928 | 89.694 | 85.858 |

Пиза данас има око 87.000 становника, махом Италијана. Током протеклих деценија у град се доселило много досељеника из иностранства.

## Привреда
Захваљујући прворазредној туристичкој знаменитости кривом торњу у Пизи, Пиза је данас важно туристичко одредиште. Ово баца у сенку развијену градску индустрију и богат пољопривредни крај око града.
У граду је и најважнији аеродром целе Тоскане - Аеродром Галилео Галилеј.

## Партнерски градови
- Иглезијас
- Анже
- Ако
- Колдинг
- Јерихон
- Најлс
- Корал Гејблс
- Уна
- Каљари
- Окала
- Хангџоу
- Сантијаго де Компостела
- Родос

## Галерија
- Поглед на град
- Градска катедрала
- Здање универзитета
- Градски кеј